# Sagess
La SAGESS (Société anonyme de gestion des stocks de sécurité) est une société française privée, créée en 1988, par des opérateurs pétroliers et sous l'égide des pouvoirs publics ; afin de constituer et conserver la plus grande partie des stocks stratégiques de produits pétroliers (RSP) sur le territoire français.
Elle détient actuellement les trois quarts des stocks stratégiques de la France (rapport annuel SAGESS).
Son actionnariat est exclusivement privé (les opérateurs pétroliers sont actionnaires de la SAGESS au prorata de leurs mises à la consommation).
La SAGESS met, par convention, ses stocks à la disposition du CPSSP (Comité professionnel des stocks stratégiques pétroliers), comité créé par la loi du 31 décembre 1992. 
Les stocks stratégiques de pétrole sont ainsi en France exclusivement financés sur fonds privés.
La SAGESS, avec 17 millions de mètres cubes de stocks et 14 agents, a le plus important ratio m3 stocké par employé dans le monde. 
La SAGESS, en maintenant, à la demande du CPSSP, un niveau croissant et substantiel de stocks stratégiques de produits pétroliers marchands, a un rôle de plus en plus prépondérant dans la gestion d’une crise d’approvisionnement nationale ou internationale en permettant de mettre à disposition des produits dans des délais très courts, sur injonction et de façon coordonnée par la Direction générale de l’Énergie et du Climat du sein du ministère de l’Environnement, de l’Énergie et de la Mer.   